# Mile Mrkšić
Mile Mrkšić (în sârbă Миле Мркшић; n. 20 iulie 1947, Gvozd, cantonul Sisak-Moslavina, Croația – d. 16 august 2015, Lisabona, Portugalia) a fost un colonel sârb din Armata Populară Iugoslavă (JNA) aflat la conducerea unităților implicate în Asediul Vukovarului, în timpul Războiului de Independență al Croației, în 1991. El a fost judecat de Tribunalul Penal Internațional pentru fosta Iugoslavie pentru faptul complicitate la asasinarea în masă a 264 de croați și ne-sârbi care a urmat căderii Vukovarului. A fost condamnat la 20 de ani de închisoare.

## Biografie
În urma unui referendum ținut pe 19 mai 1991, Croația și-a declarat independența față de Iugoslavia, pe 25 iunie 1991. Minoritatea sârbă care trăia în Croația a pornit o insurecție armată împotriva autorităților naționaliste croate. Armata Populară Iugoslavă a intervenit de partea sârbilor, iar conflictul a escaladat.
În august 1991, armata iugoslavă a asediat orașul Vukovar, ca parte a unei ofensive majore către centrul Croației. JNA intenționa să captureze rapid orașul și apoi să avanseze spre Zagreb, prin Vinkovci și Osijek. Spre sfârșitul lui august 1991, Vukovar era complet înconjurat, însă apărătorii croați au opus o rezistență neașteptată și înverșunată, în ciuda intenselor tiruri de artilerie, a bombardamentelor și asalturilor cu tancuri ale JNA. Colonelul la acea vreme Mile Mrkšić era comandantul Brigăzii 1 Mecanizată de Gardă și a fost numit comandant al „Grupului de Operațiuni Sud”, aflat în subordinea directă a generalului Života Panić. Brigada condusă de colonelul Mrkšić a fost principala forță responsabilă cu atacarea și ulterior ocuparea orașului Vukovar.
Forțele croate din Vukovar s-au predat abia pe 18 noiembrie 1991, iar armata iugoslavă și forțele paramilitare sârbe au ocupat orașul. Pe 19 noiembrie, unități ale armatei iugoslave au ajuns la spitalul din Vukovar, în care mai multe sute de croați și ne-sârbi se refugiaseră în ultimele zile ale asediului, sperând că vor fi evacuați în prezența observatorilor internaționali Jan Allan Schou și Petr Kypr, așa cum se convenise în negocierile dintre JNA și Garda Națională Croată, inițiate de reprezentanții Crucii Roșii.
În schimb, pe 20 noiembrie, în jur de 300 de persoane au fost urcate în autobuze cu care au fost transportate până la ferma de porci Ovčara din apropierea orașului și bătute de soldați mai multe ore în șir. Cel puțin două persoane au murit în urma bătăilor. Unii dintre cei reținuți au fost apoi eliberați. Ceilalți au fost împărțiți în grupuri de câte 10-20 de persoane și transportați pe un câmp situat între Ovčara și Grabovo, unde au fost executați prin împușcare, apoi aruncați în gropi comune și acoperiți cu buldozerul. Din cei 300 de oameni ridicați de la spitalul din Vukovar, cel puțin 264 au fost uciși la ferma Ovčara, mulți alții fiind dați dispăruți.
După ocuparea Vukovarului, Mile Mrkšić a fost promovat la gradul de general locotenent-colonel în Armata Populară Iugoslavă și ulterior, după autoproclamarea Republicii Sârbe Krajina, a fost numit Șef de Stat Major al armatei acestei entități sârbe (Srpska Vojska Krajine - SVK), în mai 1995. După înfrângerea SVK de către forțele croate, în august 1995, Mrkšić s-a retras din serviciul militar activ.
Mrkšić a fost inculpat în 1995, împreună cu Miroslav Radić, Veselin Šljivančanin și Slavko Dokmanović (care ulterior s-a sinucis), de către Tribunalul Penal Internațional pentru fosta Iugoslavie (TPI). El s-a predat de bunăvoie TPI, deplasându-se cu avionul la Haga pe 15 mai 2002, și a fost transferat în arestul tribunalului în aceeași zi.

### Acuzații
Tribunalul Penal Internațional pentru fosta Iugoslavie a formulat împotriva lui Mrkšić următoarele acuzații:
- Cinci acuzații de crime împotriva umanității: Articolul 5 din Statutul TPI (persecuții motivate politic, rasial și religios; genocid; crimă; tortură; acte inumane).
- trei acuzații de violarea legilor și cutumelor de război: Articolul 3 din Statutul TPI (crimă; tortură; acte inumane).

Procesul împotriva lui a început în octombrie 2005, iar procedurile în cazul penal cu numărul IT-95-13/1-T s-au încheiat pe 27 septembrie 2007, când Mile Mrkšić a fost găsit vinovat de complicitate la uciderea prizonierilor de război și a civililor la Ovčara, complicitate la torturarea lor și complicitate la relele tratamente administrate. Prin sentința din aceeași zi, Mile Mrkšić a fost condamnat la 20 de ani de închisoare.